# Jesús Ruiz
Jesús Ruiz (n. el 8 de agosto, de 1990 en chihuahua es un boxeador profesional mexicano. Tiene el récord de 33 victorias, 2 por KO, 5 derrotas y 5 empates. Se encuentra en la división Supergallo.